# EtSETOra
etSETOra（エトセトラ）は、西日本旅客鉄道（JR西日本）が広島駅 - 福山駅間を呉線・山陽本線経由で運行する臨時快速列車(観光列車)である。
本項では、前身である瀬戸内マリンビュー（せとうちマリンビュー）、ならびに呉線で運転されていた優等列車・観光列車の沿革についても記述する。

## 概要
2020年10月から12月に開催される「せとうち広島デスティネーションキャンペーン」に合わせて、「瀬戸内マリンビュー」の車両を改造し運行することが2019年7月17日に発表され、10月16日に列車名「etSETOra」が決定、2020年7月10日に運行の概要やロゴマークが決定した。
列車名の「etSETOra」は、ラテン語で「その他、いろいろ」の意味を持つ「エトセトラ」、また、広島弁で「たくさん」の意味を持つ「えっと」、さらに「瀬戸内」の魅力を感じる列車であることから名づけられた。

## 運行概況
原則として金曜日・土曜日・日曜日・月曜日に運行されている。
1往復の運転で、それぞれで車内サービスの内容が大きく異なっており、上下とも同じ区間・停車駅であり、ワンマン運転を行なっている。そのため車内での指定席券の販売はなく、事前に購入するように呼びかけている。

### 停車駅
広島駅 - 呉駅 - 安芸津駅 - 竹原駅 - 忠海駅 - 三原駅 - 尾道駅 - 福山駅
- 尾道駅発着で運転していた時期は同駅に折返設備がないため、備後赤坂駅まで（から）回送されていた。

### 使用車両・編成
全車指定席グリーン車。2両編成の専用車両（キロ47形7000番台）が使用されている。後述の「瀬戸内マリンビュー」用車両を再改造したもので、
外装は、瀬戸内海の「青」と、海岸線から見える波の「白」をイメージしている。車内のモケットは、1号車が厳島の紅葉をイメージした赤、2号車が瀬戸内の山の新緑をイメージした緑で表している。
内装は、沿線の瀬戸内海の海岸美に配慮し窓枠を大型化したほか、海側に向いた座席が配置されている。再改造に当たっては、座席に関してはほぼ無改造だった2号車も対面式の大型テーブル付きボックスシートおよび海側に向いたカウンター席が整備された。

## 車内サービス
販売カウンターが設置されており、沿線の品々やグッズが販売されている（下りのみ）。
また、インターネットによる事前予約でスイーツやコーヒーなどのサービスを受けることができ、上りと下りでメニューが異なる。また下りでは1号車にあるバーで瀬戸内のカクテルや東広島の日本酒といった酒類が提供される。
このほか車内販売が実施されており、フルーツなどを販売している。

## 瀬戸内マリンビュー
瀬戸内マリンビュー（せとうちマリンビュー）は、西日本旅客鉄道（JR西日本）が広島駅 - 三原駅間を山陽本線・呉線経由で運転していた快速列車（臨時列車）である。
本項では、派生列車である清盛マリンビュー（きよもりマリンビュー）、ならびに呉線で運転されていた優等列車・観光列車の沿革についても記述する。

### 概要
2005年に広島県の大型観光キャンペーンにより、3月 - 8月の休日を中心に「スーパーサルーンゆめじ」を使用して、快速「瀬戸内おさんぽ号」が運転された。その後同年10月1日から観光列車として快速「瀬戸内マリンビュー」が運転されている。
2019年12月22日に運行を終了し、車両改造を行い後身の新たな観光列車として全車グリーン車のetSETOra（エトセトラ）が2020年10月3日より運行を開始した。

### 運行概況
運行終了時点で、臨時列車として土曜・休日のみ1日1往復運行されていた。主として単線区間を定期列車の合間を縫って運行するため、通過駅であっても運転停車する場合がある。2011年3月11日までは毎日2往復で、1号が広島駅から三原駅まで運行、その後2・3号として三原駅 - 呉駅間を1往復し、最後に4号として広島駅に戻ってくる形で運行されていた。また、2017年2月26日までは列車号数が付与されており、「瀬戸内マリンビュー○号」として運行されていた。一般的に下り列車は奇数、上り列車が偶数であるが、当列車は広島駅を基準としているため、下りが偶数、上りが奇数に設定されていた（2012年の「清盛マリンビュー」運行に際しても、宮島口駅発が下りとなっていた）。
大河ドラマ「平清盛」の連動企画として、2012年1月7日から2013年1月14日までの土曜・休日ダイヤにおいて宮島口駅 - 広島駅間で延長運転を行い、「清盛マリンビュー」として運転されていた。列車のヘッドマークに「大河ドラマ『平清盛』広島県推進協議会」のキャラクター「ひろしま清盛」のイラストを用いるなどの意匠変更が行われている。ドラマと関連イベントの終了に伴いタイアップも終了した。
2020年に広島県で行われるディスティネーションキャンペーンのプレDCに合わせて、2019年10月から運行終了日まで運行区間を尾道駅まで延長して運行していた。

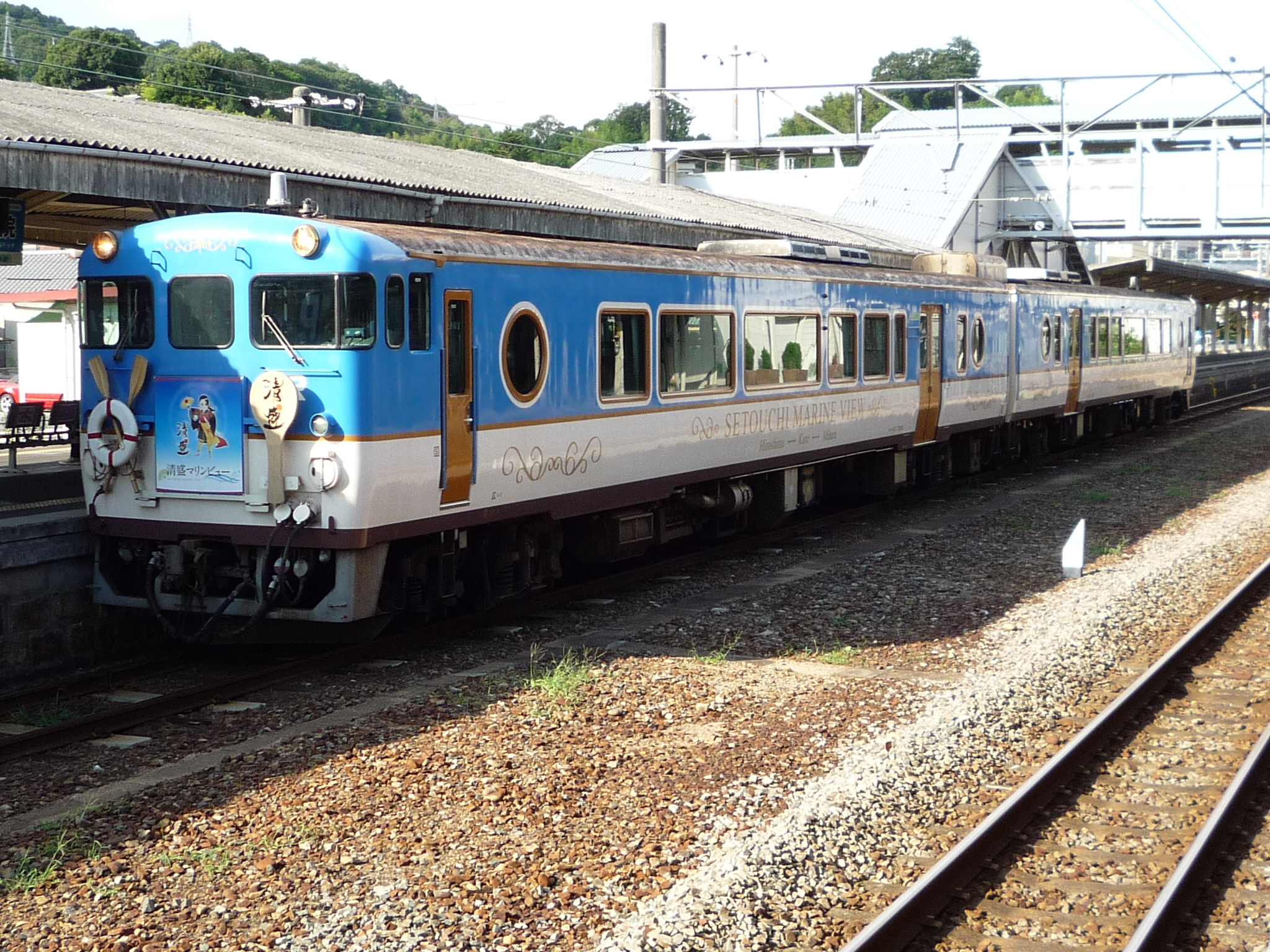
「清盛マリンビュー」（西広島駅）
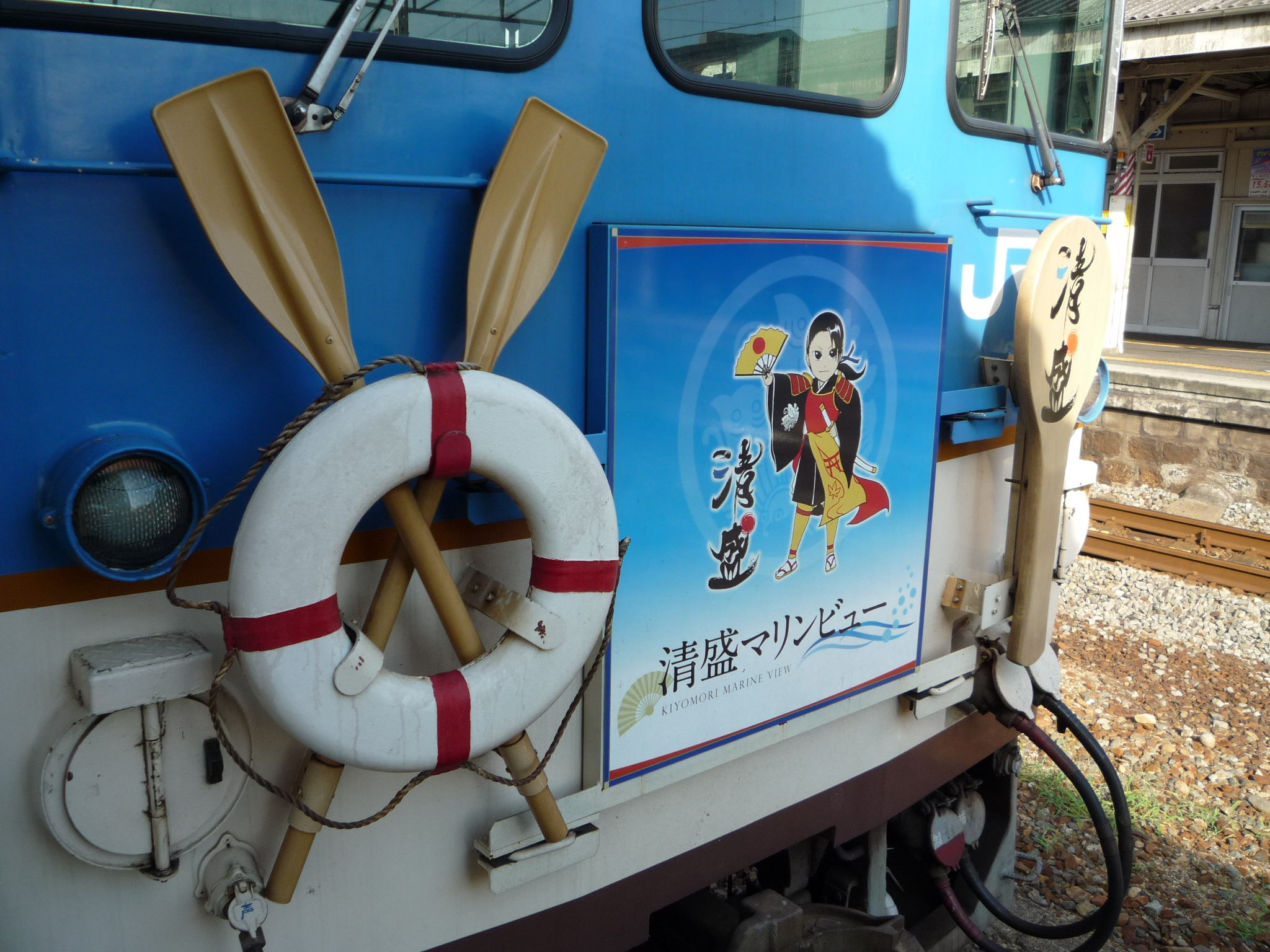
「瀬戸内マリンビュー」と異なり、ヘッドマークに「ひろしま清盛」、浮き輪とオールの代わりに「杓文字」が掲げられている。

### 停車駅
（宮島口駅 -）広島駅 - 呉駅 - 広駅 - 安芸川尻駅 - 安浦駅 - 安芸津駅 - 竹原駅 - 忠海駅 - 三原駅（- 尾道駅) 
- 宮島口駅 - 広島駅間は「清盛マリンビュー」でのみ運転
- 三原駅 - 尾道駅間は 2019年10月 - 12月の間運転

2006年3月18日から2011年3月11日までは、広駅 - 三原駅間は各駅に停車していたが、2011年3月12日のダイヤ改正で、2005年10月の運転開始当初と同じ快速運転に戻された。

### 使用車両・編成
キハ47形気動車を当列車専用に改造したキハ47形7000番台を使用して2両編成で運転されており、1号車は指定席、2号車は自由席となっている。

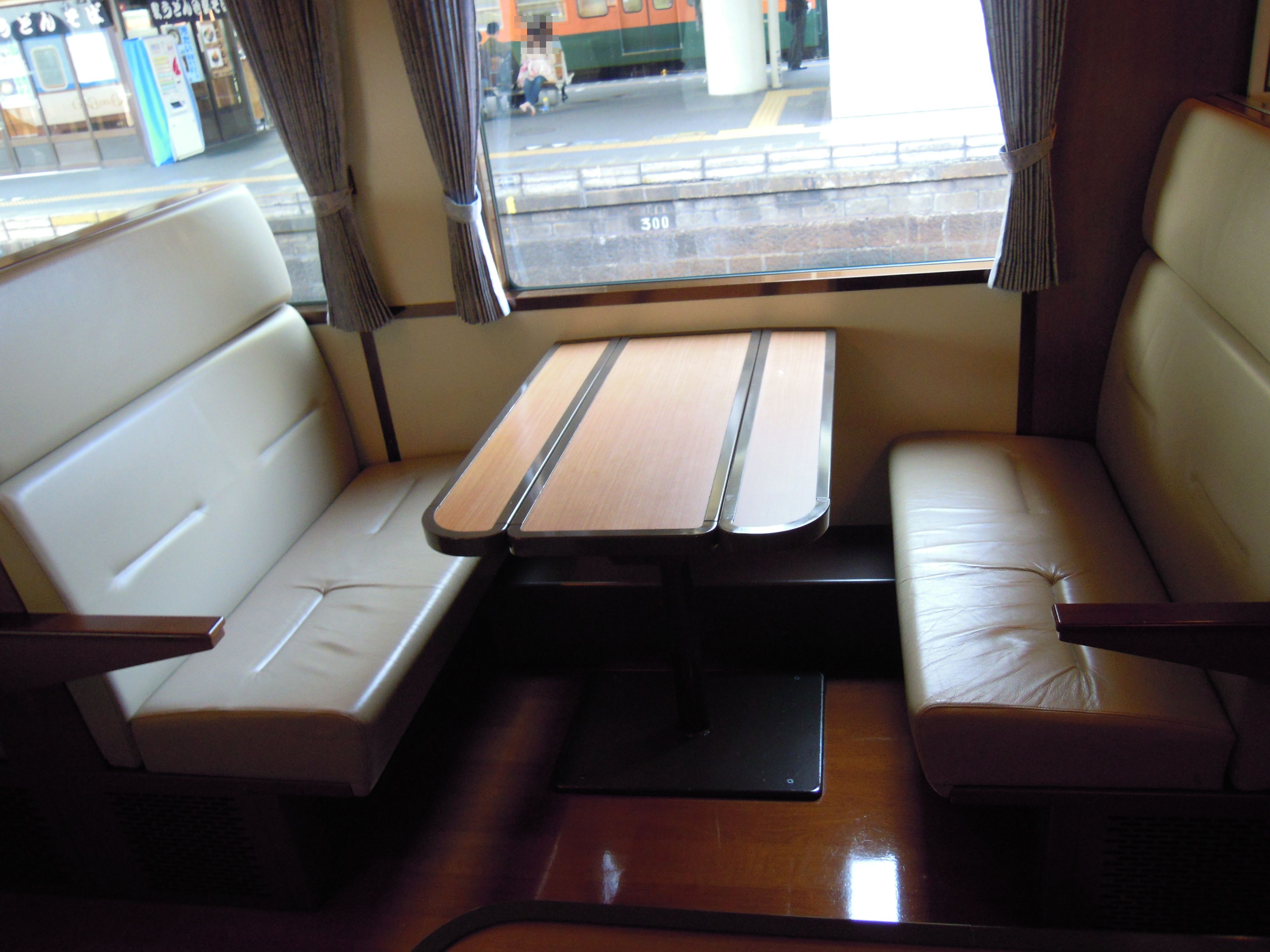
指定席（海側）
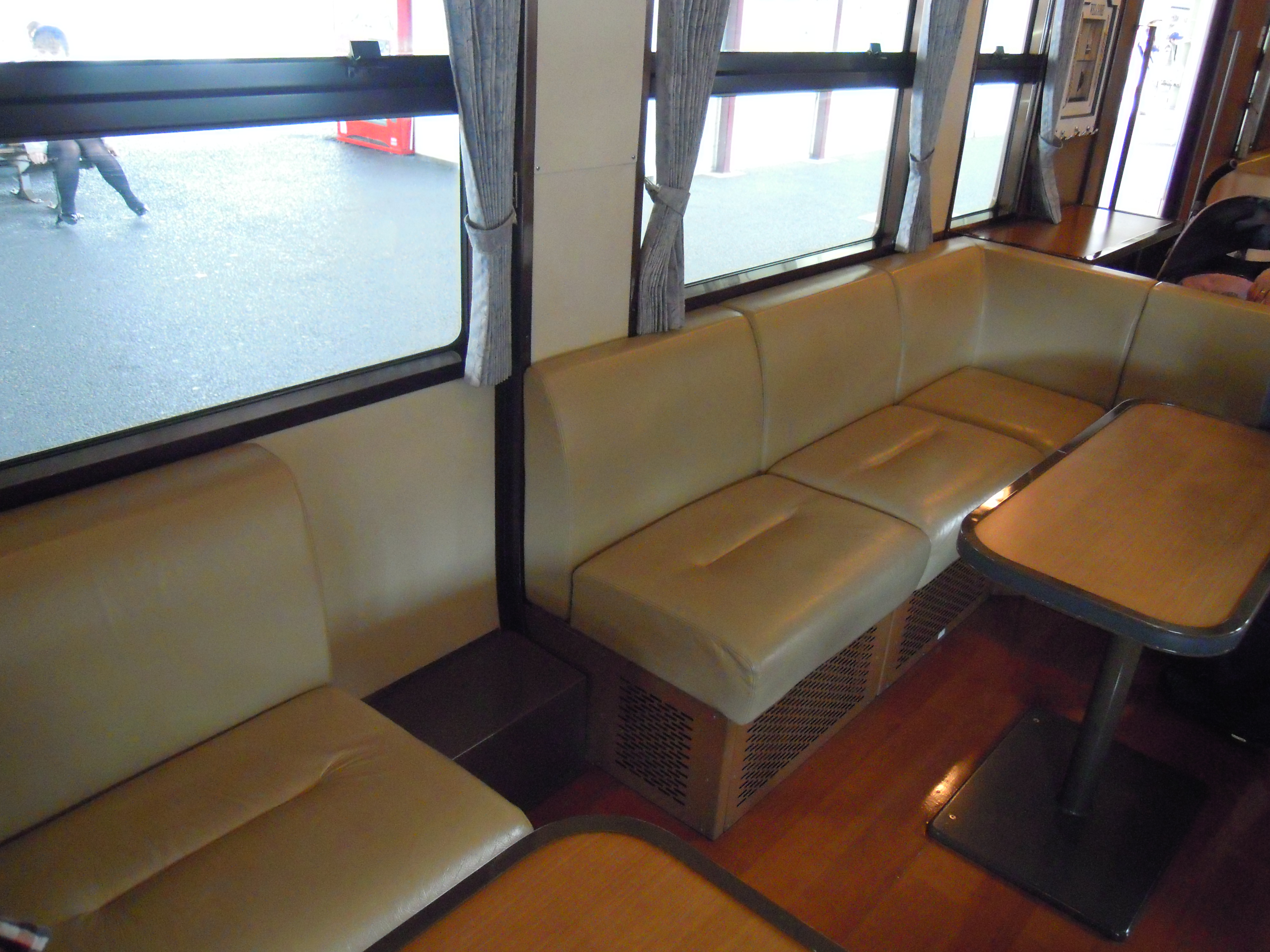
指定席（山側、座席は海のほうを向いている）
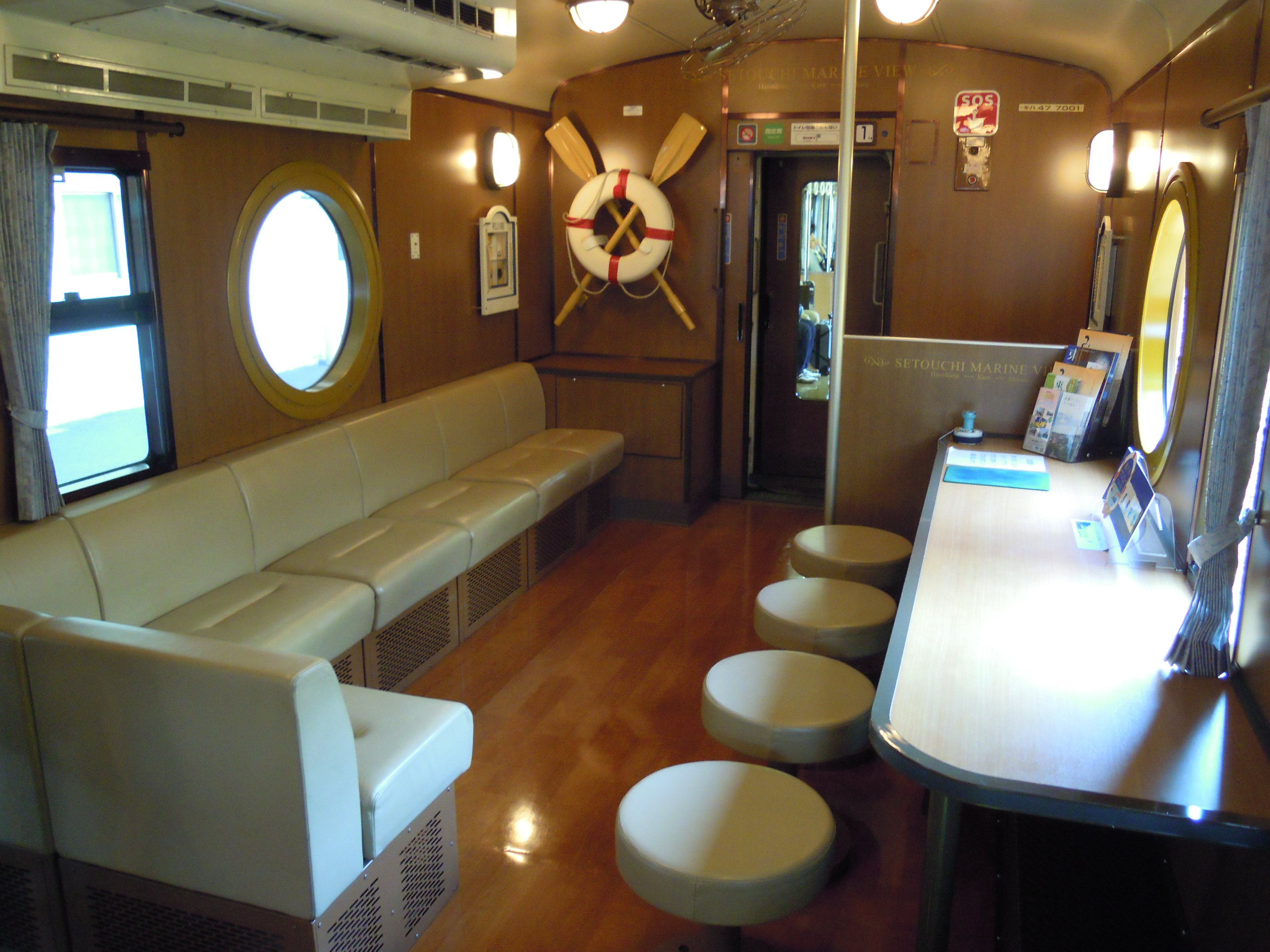
フリースペース（左）とカウンター（右）
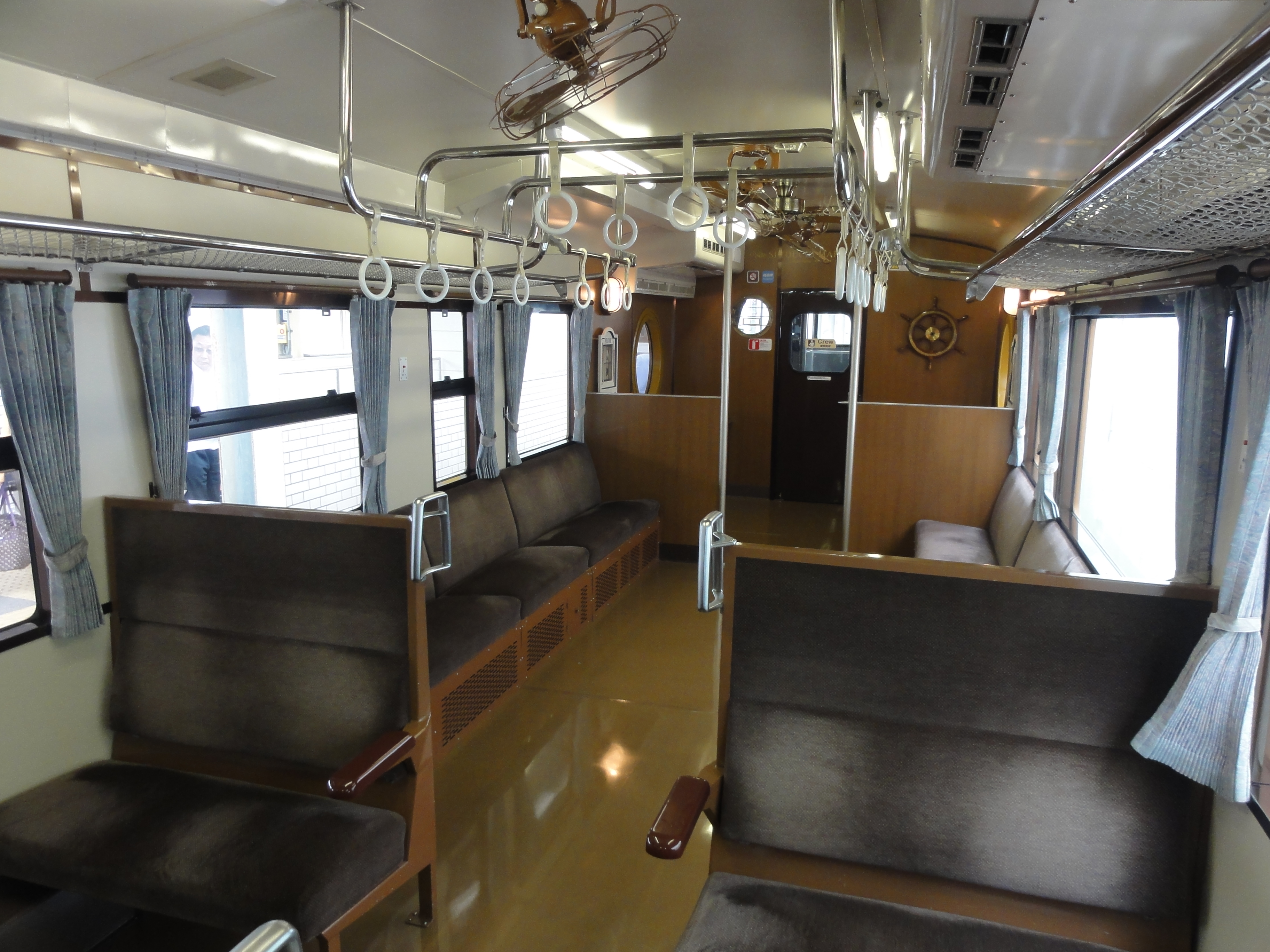
自由席

### 観光案内
三原駅・竹原駅などのホームには、当列車の停車駅が赤丸表示で強調された観光案内板がある。また、2010年7月以降の毎月第2・第4土曜日は、1号のみであるが、車内で観光ボランティアによる観光案内が行われていた。

## 呉線優等列車概略

### 宮島
1956年に運転を開始した準急がそのルーツで、京都駅 - 岡山駅間で宇野駅発着の列車（のちの「鷲羽」）と併結運転していた。1958年に急行化された際に「宮島」と命名されるとともに、宇野駅発着編成との併結運転が伯備線経由の急行「だいせん」との併結運転に変更された。1961年に気動車化、1962年に電車化され東京駅 - 広島駅間の急行列車として2往復が運転されるようになり、呉線経由から山陽本線経由に変更された。この時点で「宮島」は急行形電車の定期列車としては日本最長の運転距離 (894.8km) となり、以後この記録は破られることはなかった。 
しかし、東海道新幹線と山陽新幹線の開業によって運転区間は徐々に短縮され、呉線の電化にともなって再び呉線経由の急行列車として最終的には新大阪駅 - 広島駅間で運転されたが、1972年3月に廃止され、「安芸」に統合された。

### 安芸
呉線を経由する東京駅発着の急行列車は1935年の呉線全通時に山陽本線経由から変更された急行7・8列車にさかのぼるが、その後戦時中に改廃を経て呉線経由の急行列車自体が廃止となり、「安芸」の直接の前身は、戦後の1949年に東京駅 - 姫路駅間で運転を開始した急行43・42列車である。同列車はその後岡山駅まで運転区間を延長、さらに1950年5月には運転区間が東京駅 - 広島駅間、列車番号も急行23・24列車に変更され、同年の11月には39・40列車に変更の上「安芸」と名付けられた。しかし、5月の広島駅乗り入れ開始に際して広島鉄道局が公募の上「ひばり」という列車名を与えており、国鉄本社から「安芸」と正式に名付けられるまでは、広島や関西地区で一部の時刻表に使用されたりしていた。
運転を始めた時点では二等・三等の座席車と荷物車で編成された「安芸」も、1954年に二等寝台車、1956年には三等寝台車、1958年からは食堂車を連結、「宮島」が山陽本線経由の電車列車化された1962年10月以降は座席車を減らして寝台列車となり、東京と呉・広島地区を直通する夜行急行列車として編成を充実させていった。また、山陽本線の電化後も呉線が非電化であったことから糸崎駅 - 広島駅間は蒸気機関車が牽引し、さらに1968年末からは宮島を描いたヘッドマークが機関車に掲げられSLブームを盛り上げる形にもなったが、呉線も1970年には電化されたことにより、東京駅 - 広島駅間の直通列車としての「安芸」は廃止 、山陽本線経由の特急「あさかぜ」増発という形で振り替えられ、新大阪駅 - 三原駅間で運転されていた急行「とも」の1往復が呉駅まで運転区間を延長した列車を「安芸」として赤穂線経由で運転されるようになった。
山陽新幹線の岡山駅開業に伴うダイヤ改正では、呉線経由の電車急行は「安芸」に統一されて岡山駅 - 広島駅間の運転に変更され、新幹線連絡急行として3往復運転された。山陽新幹線博多駅開業に伴うダイヤ改正では、呉線経由の急行「安芸」が廃止される代わりに新大阪駅 - 下関駅間の夜行急行「音戸」の1往復を特急「安芸」としてその名称を引き継いたが、山陽新幹線開業で沿線の乗客が移行しただけでなく広島県内での運転時間帯などの都合からも最繁忙期以外は空席が目立つほど利用が低迷したこともあって1978年10月2日に廃止され、これをもって昼行・夜行とも呉線経由の優等列車は全廃となった。
列車名は、広島県西部の旧国名である安芸国に由来する。

### ななうら
1950年に大阪駅 - 広島駅間で運転を開始した準急307・308列車がルーツで、当時は大阪駅 - 岡山駅間で大阪駅 - 広島駅・須崎駅間の列車と併結運転が行われていた。その後1959年に「ななうら」と名付けられた。1961年には混雑緩和のために、「音戸」が運転を開始したが、1968年に「音戸」に統合されて廃止された。
列車名は、安芸の宮島（厳島）の周辺に存在する景勝地の七浦が由来となっている。

### 音戸
京阪神 - 広島間の夜間の輸送力増強のために運転を開始した寝台急行列車で、1961年に新大阪駅 - 広島駅間で運転を開始した。1962年には運転区間を下関駅まで延長、1968年10月からは「ななうら」を吸収する形で京都駅 - 広島駅間も設定されたが(こちらは寝台急行ではなく座席車も連結)、この列車は1973年10月から廃止される1975年3月までは、定期列車としては初めて12系客車が使用された。
列車名は、広島県呉市にある本州と倉橋島の間に存在する海峡である音戸の瀬戸に由来している。

## 呉線優等列車・観光列車沿革

### 国鉄時代の優等列車
- 1935年（昭和10年）11月：呉線の全通により、東京駅 - 下関駅間の急行7・8列車が呉線経由で運転されるようになる。
- 1945年（昭和20年）3月：呉線経由で運転されていた急行7・6列車（東京駅 - 門司駅間、ただし広島駅以西は運休扱い）が廃止。
- 1949年（昭和24年）
  - 9月15日：東京駅 - 姫路駅間で急行43・42列車が運転開始。
  - 12月：急行43・42列車の運転区間が、東京駅 - 岡山駅間に変更。
- 1950年（昭和25年）
  - 5月：急行43・42列車の運転区間は東京駅 - 広島駅間に変更、列車番号は23・24列車となる。
  - 10月1日：大阪駅 - 広島駅間（呉線経由）で準急307・308列車が運転開始。
  - 11月8日：急行23・24列車は39・40列車に変更し「安芸」と名付けられる。
- 1953年（昭和28年）3月15日：「安芸」は列車番号を21・22列車に変更。
- 1956年（昭和31年）11月19日：ダイヤ改正により、京都駅 - 広島駅間（呉線経由）で準急305・306列車が運転開始。
- 1957年（昭和32年）10月1日：準急307・308列車の運転区間が京都駅 - 広島駅間に変更。
- 1958年（昭和33年）10月1日：準急305・306列車が急行列車に変更され、「宮島」と名付けられる。
- 1959年（昭和34年）9月22日：準急307・308列車が「ななうら」と名付けられる。
- 1960年（昭和35年）6月1日：岡山駅 - 広島駅間（呉線経由）で準急「吉備」が1往復運転開始。
- 1961年（昭和36年）10月1日：「宮島」にキハ58系気動車が投入される。大阪駅 - 広島駅間（呉線経由）で急行「音戸」が運転開始。「安芸」は列車番号を23・24列車に変更。
- 1962年（昭和37年）
  - 6月10日：「宮島」が山陽本線経由の運転になる。岡山駅 - 岩国駅間の準急「にしき」が呉線経由になる。
  - 10月：「音戸」の運転区間が大阪駅 - 下関駅間に変更。
- 1964年（昭和39年）
  - 3月20日：「宮島」の運転区間が大阪駅 - 広島駅間（上り1号のみ新大阪行き）になる。広島駅 - 長崎駅間の急行「出島」の運転区間が、呉駅 - 長崎駅間に変更される。
  - 10月1日：東海道新幹線の開業により、「音戸」の運転区間が新大阪駅 - 下関駅間に変更。
- 1965年（昭和40年）10月：「宮島」が大阪駅 - 広島駅間の1往復のみになる。「安芸」は列車番号を25・26列車に変更。
- 1966年（昭和41年）3月5日：「吉備」「ななうら」が急行列車になる。
- 1968年（昭和43年）10月1日：「ななうら」が「音戸」に統合されて廃止。「音戸」は2往復になる。「にしき」は急行化により「吉備」に統一され、「にしき」が廃止。「吉備」は2往復になる。「安芸」は列車番号を37・38列車に変更。
- 1970年（昭和45年）10月1日：呉線の電化により、「安芸」は大阪駅 - 呉駅間の急行列車になり、1往復が運転される。「宮島」が呉線経由に、「吉備」の1往復が山陽本線経由になり「山陽」に統合される。
- 1972年（昭和47年）3月15日：「吉備」「宮島」が「安芸」に統合され、運転区間が岡山駅 - 広島駅間（呉線経由）に変更し、3往復運転される。
- 1975年（昭和50年）3月10日：山陽新幹線博多駅開業により、「安芸」は新大阪駅 - 下関駅間の「音戸」が特急に変更された列車の1往復のみになり、「音戸」が廃止。
- 1978年（昭和53年）10月2日：「安芸」が廃止。

### 観光列車の設定
- 2005年（平成17年）3月19日：211系 スーパーサルーン「ゆめじ」編成（3両）が使用された快速「瀬戸内おさんぽ号」が運行開始[22]。
- 2005年（平成17年）10月1日：キハ47形7000番台（2両）を用いて快速「瀬戸内マリンビュー」が運行開始。以降の本欄は「瀬戸内マリンビュー」について述べる。
- 2006年（平成18年）3月18日：広駅 - 三原駅間が各駅停車となる。
- 2010年（平成22年）7月 - 10月：大雨の影響により呉線に不通区間が発生し、運行休止になる。
- 2011年（平成23年）3月12日：ほぼ毎日2往復の運行から、土曜・休日のみの1往復運転に変更。広駅 - 三原駅間が快速運転に戻される[15]。
- 2012年（平成24年）1月7日：山陽本線広島駅 - 宮島口駅間を延長運転し、宮島口駅 - 三原駅間の快速「清盛マリンビュー」として運転開始[12]。この措置は2013年1月14日まで。
- 2017年（平成29年）3月4日：列車号数を廃止。上り・下りとも「瀬戸内マリンビュー」として運転。
- 2018年（平成30年）7月7日：平成30年7月豪雨により不通、同年12月14日まで運休
- 2019年（令和元年）
  - 10月5日：尾道駅までの延長運転開始。
  - 12月22日：「瀬戸内マリンビュー」の運行を終了。
- 2020年（令和2年）10月3日：「瀬戸内マリンビュー」運行終了の後、再改造されたキロ47形7000番台（2両）を用いた快速「etSETOra」が運行開始。往路は広島駅 - 尾道駅間を呉線経由で運転し、復路は尾道駅 - 宮島口駅間を山陽本線経由で運転[4]。以降の本欄は「etSETOra」について述べる。
- 2021年（令和3年）10月2日：復路の運行ルートを山陽本線経由から呉線経由に変更し、往路・復路ともに広島駅 - 尾道駅間を呉線経由での運転となる[23]。
- 2025年（令和7年）3月15日：運転区間を福山駅まで延長し、広島駅 - 福山駅間を呉線経由での運転となる[24]。